# ورمينال (باكينجهامشير)
ورمينال (بالإنجليزية: Worminghall)‏ هي قرية و أبرشية مدنية تقع في المملكة المتحدة في إنجلترا. يقدر عدد سكانها بـ 534 نسمة .
تقع ورمينال على جوار غدير الذي يحد الدائرة السكنية من الجانب الشرقي, ويمتد الغدير هذا حتى يلتقي مع نهر ثايم, والذي أيضا يحدد اغلبية الحدود الجنوبية والجنوبية الشرقية للمنطقة.

## معرض صور

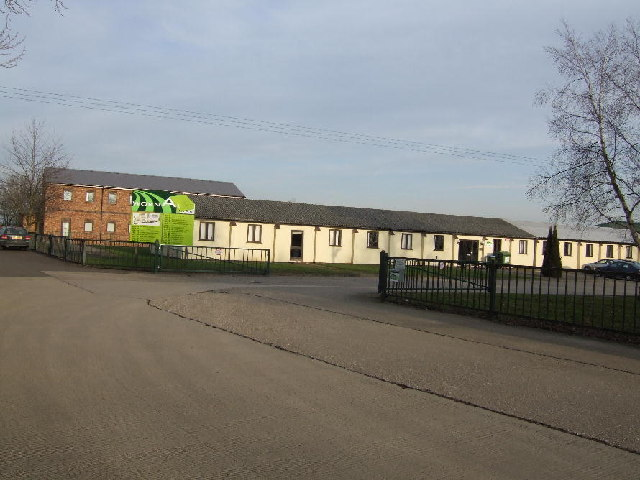
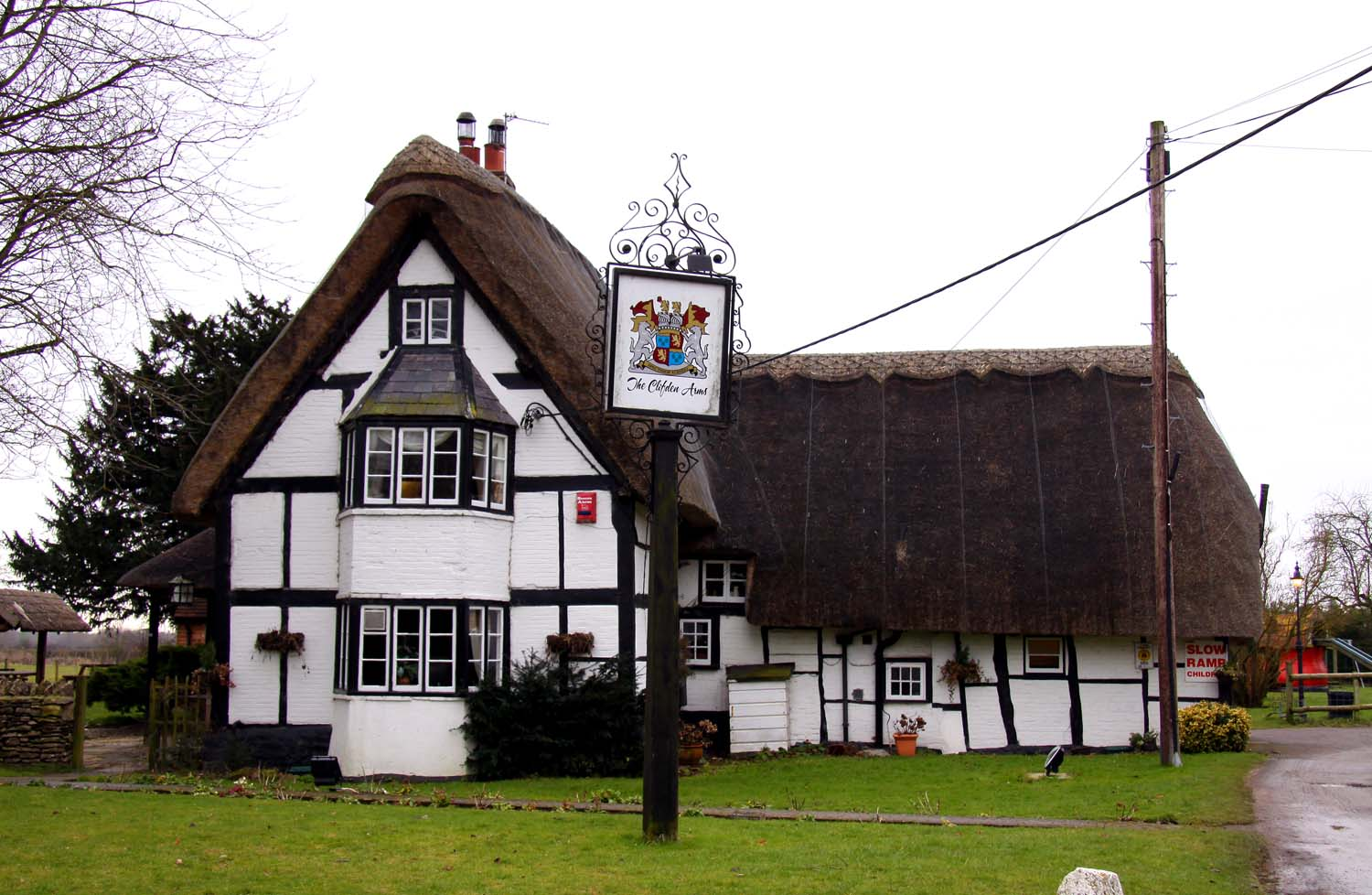
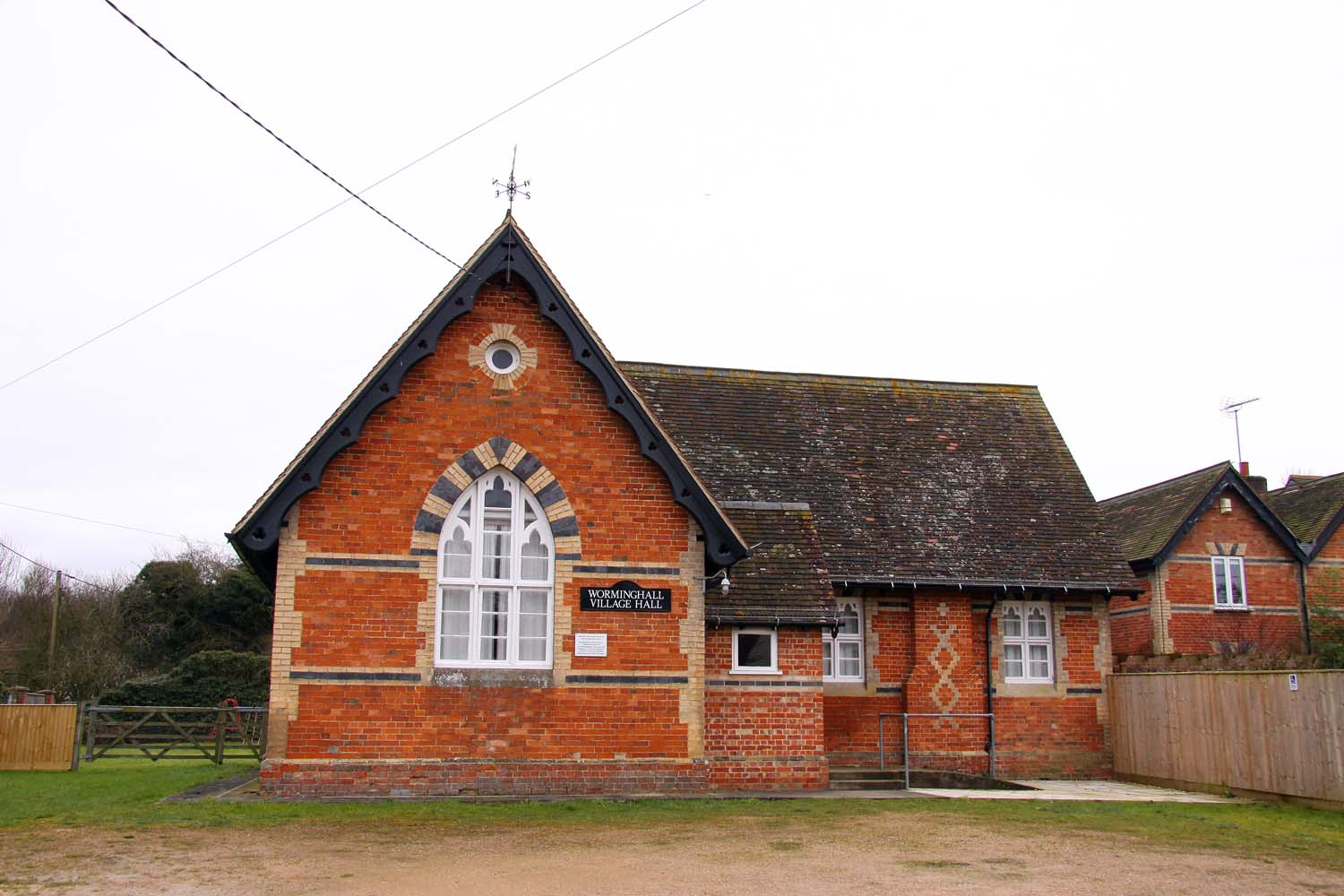
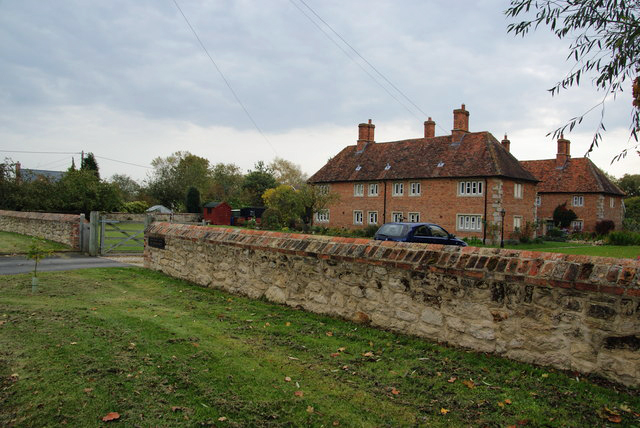